# Pablo Solón Romero
Selon la tradition espagnole, Pablo Solón est orthographié Pablo Solón Romero : le premier nom, Solón, indique la lignée paternelle, alors que le deuxième, Romero, précise la lignée maternelle. Dans cette page, nous utiliserons le plus souvent l'usage français qui ne donne que le premier nom patronymique : Pablo Solón.
Pablo Solón Romero est un homme politique bolivien qui fut ambassadeur de la Bolivie aux Nations unies de février 2009 à la fin juin 2011. L'année suivante, il est devenu directeur exécutif de l'organisation altermondialiste "Focus on the Global South", jusqu'en 2015. Il est le fils d'un célèbre[réf. nécessaire] peintre bolivien de fresques murales, Walter Solón Romero Gonzáles.

## Trajectoire
Pablo Solón a d'abord travaillé plusieurs années comme travailleur social et militant dans différentes organisations sociales : dans des mouvements indigènes, des associations d'étudiants, des syndicats et dans des associations défendant les droits de l'homme ou des organisations culturelles de la Bolivie. Il s'est lié ainsi aux mouvements qui ont porté au pouvoir Evo Morales et son parti, le MAS, de la fin des années 1990 à 2005.
Sous l'administration du Président Evo Morales, il a été successivement délégué du Comité de réflexion stratégique pour l'Intégration de l'Amérique du Sud, en 2006, puis Secrétaire de l'Union des nations sud-américaines (UNASUR), de décembre 2006 à mai 2008. Après avoir été ministre du Commerce extérieur, il a enfin été nommé ambassadeur de l'Organisation des Nations unies pour des questions concernant le commerce et l'intégration économique.
En tant qu'ambassadeur des Nations unies, Pablo Solón a défendu avec succès des résolutions sur les droits humains à l'eau, sur les Droits des peuples indigènes, et sur la journée internationale de la Terre mère. Il a aussi été très actif dans les négociations engagées par l'UNFCCC. Parallèlement il a joué un rôle important dans l'organisation de la  Conférence mondiale des peuples contre le changement climatique à Cochabamba, en Bolivie en avril 2010. Concluant cette conférence, Pablo Solón a déclaré « S’il n’y a pas de compromis sur la réduction des gaz à effet de serre, l’Etat bolivien veut déposer plainte contre les pays développés devant la Cour internationale de justice de la Haye (CIJ), la plus haute autorité judiciaire de l’ONU ».
Pablo Solón a participé en décembre 2011 à la conférence climatique de Durban. Il s'est fait là l'avocat d'un  changement de nos relations avec la nature. Critiquant les limites de la dite "économie verte", il a déclaré : « La relation courante avec la nature s'y fait à travers le marché. Vous devez tout acheter. Le problème avec l'économie verte est que l'on dit que le capitalisme marche mal parce que nous ne donnons pas de prix à la nature. La logique implicite est que nous ne faisons pas attention à ce qui n'a pas de prix. Nous devons changer de paradigme pour ce qui concerne la Terre mère. Ce n'est pas un problème de compensation, c'est un problème de restauration. L'économie verte ne permet de se prémunir que si l'environnement de votre propriété est endommagé : dans ce cas vous serez indemnisé. Nous avons besoin d'un tribunal citoyen pour l'environnement 
».
En avril 2012, l'ONG antimondialiste "Focus on the Global South" basée à Bangkok a désigné Pablo Solon comme directeur exécutif, pour succéder à Walden Bello. Il continue notamment d'y promouvoir la Déclaration des droits de la Terre mère.  Il participe aussi à de nombreuses activités sur le plan international (Université d'été 2012 de Attac-France, organisation du Forum social mondial de Tunis en mars 2013, etc.).

## Distinctions
Pablo Solón a reçu le prix international 2011 des droits humains du Global Exchange.

## Publications
- Pablo Solón, « Droits de la Terre-Mère : Vers une communauté de la Terre », dans Christophe Aguiton, Geneviève Azam, Élizabeth Peredo, Pablo Solón, Le Monde qui émerge : Les alternatives qui peuvent tout changer, Les liens qui libèrent, coll. « Attac », août 2017 (ISBN 979-10-209-0516-1)

- Pablo Solón, « Le « Vivir Bien » », dans Christophe Aguiton, Geneviève Azam, Élizabeth Peredo, Pablo Solón, Le Monde qui émerge : Les alternatives qui peuvent tout changer, Les liens qui libèrent, coll. « Attac », août 2017 (ISBN 979-10-209-0516-1)

- Pablo Solón, « La déglobalisation », dans Christophe Aguiton, Geneviève Azam, Élizabeth Peredo, Pablo Solón, Le Monde qui émerge : Les alternatives qui peuvent tout changer, Les liens qui libèrent, coll. « Attac », août 2017 (ISBN 979-10-209-0516-1)

- Pablo Solón, « Complémentarité entre les visions alternatives », dans Christophe Aguiton, Geneviève Azam, Élizabeth Peredo, Pablo Solón, Le Monde qui émerge : Les alternatives qui peuvent tout changer, Les liens qui libèrent, coll. « Attac », août 2017 (ISBN 979-10-209-0516-1)

## Sources
- Liste des ambassadeurs aux Nations unies actuellement en fonction